# قائمة أعمال محمد عزة دروزة
هذه قائمة أعمال محمد عزة دَرْوَزَة، وهو كاتب غزير الإنتاج ولد في نابلس في عام 1887م وتوفي في دمشق في 1984م. يُنظر إلى دَرْوَزَة على أنه أحد مؤسسي الفكر القومي العربي إلى جانب ساطع الحصري وزكي الأرسوزي.
نشر دروزة أول كتبه في عام 1925م، وهو كتاب «مختصر تاريخ العرب والإسلام»، واستمر في النشر طيلة حياته بعدها وكان آخر الكتب التي نشرها في حياته الجزء الثاني من كتاب مئة عام فلسطينية: مذكرات وتسجيلات، وكان يبلغ من العمر 96 عاماً حينئذ. نُشرت عدد من مؤلفاته بعد وفاته هي كتاب مختارات قومية الذي أعده مركز دراسات الوحدة العربية ونشره في عام 1988م، ومذكراته التي نُشرت كاملة في عام 1993م.
دروزة مُفسِّر للقرآن ووضع كتاب «التفسير الحديث» الذي جاء في 12 جزءاً، كما كتب في مواضيع إسلامية شتى نحو النظام الاجتماعي في الإسلام، في كتابيه «القرآن والضمان الاجتماعي» و«القرآن والاشتراكية»، وتناول أيضاً علاقة الإسلام مع المرأة في كتابيه «القرآن والمرأة» و«المرأة في القرآن والسنة».
لدروزة كتبٌ عديدة في التاريخ العربي والإسلامي، أهمها كتاب «تاريخ الجنس العربي في مختلف الأطوار والأدوار والأقطار» الذي جاء في 8 أجزاء وكتاب «العرب والعروبة في حقبة التغلب التركي من القرن الثالث حتى القرن الرابع عشر الهجري» الذي جاء في ثلاثة أجزاء، بالإضافة لسلسلة دروس التاريخ وسلسلة تاريخ العرب في الإسلام.
بالإجمال، ترك دروزة 46 كتاباً أشهرها سلسلة كتب في تاريخ الحركة العربية وأصول القومية العربية والوحدة العربية. تُعد مؤلفاته وبالذات كتاب «الوحدة العربية» من أهم ما كتب عن القومية العربية وعن طرق تحقيق الوحدة العربية.

## إسلامية
| الرقم التسلسلي | صورة الغلاف | اسم الكتاب | تاريخ النشر | دار النشر               | مكان النشر  | ملاحظات                                |
| -------------- | ----------- | --- | ----------- | ----------------------- | ----------- | -------------------------------------- |
| 1              |             | عصر النبي وبيئته قبل البعثة: صور مقتبسة من القرآن الكريم ودراسات وتحليلات قرآنية                                                                                              | 1946        | دار اليقظة العربية      | دمشق        | -                                      |
| 2              |             | سيرة الرسول: صور مقتبسة من القرآن الكريم وتحليلات ودراسات قرآنية | 1948        | مطبعة الاستقامة         | القاهرة     | -                                      |
| 3              |             | القرآن واليهود: أحوالهم وأخلاقهم ومواقفهم ومصيرهم | 1949        | المكتب الإسلامي         | بيروت       | -                                      |
| 4              |             | القرآن والضمان الاجتماعي: شرح وجيز للأسس التي احتواها القرآن لضمان الطبقات العاجزة والمعوزة من قبل الدولة                                                                     | -           | المكتبة العصرية         | بيروت       | نُشَر في عقد الخمسينيات من القرن العشرين |
| 5              |             | القرآن والمرأة: حقوقها وواجباتها وآدابها ومركزها في الدولة والأسرة والمجتمع: دراسة قرآنية وجيزة وشاملة                                                                        | 1951        | المكتبة العصرية         | صيدا، لبنان | -                                      |
| 6              |             | القرآن المجيد: تنزيله وأسلوبه وأثره وجمعه وتدوينه وقرآته ورسمه ومحكمه | -           | المكتبة العصرية         | بيروت       | نُشَر في عقد الستينيات من القرن العشرين  |
| 7              | (1)         | التفسير الحديث (12 جزء) | 1962        | دار إحياء الكتب العربية | القاهرة     | -                                      |
| 8              |             | الدستور القرآنى والسنة النبوية في شئون الحياة | 1966        | مطبعة عيسى البابلي      | -           | -                                      |
| 9              |             | المرأة في القرآن والسنة: مركزها في الدولة والمجتمع وحياتها الزوجية المتنوعة وواجباتها وحقوقها وآدابها                                                                         | 1967        | المكتبة العصرية         | بيروت       | طبعة جديدة منقحة وموسعة                |
| 10             |             | الإسلام والاشتراكية | 1968        | المكتبة العصرية         | صيدا، لبنان | -                                      |
| 11             | (2)         | القرآن والمبشرون | 1972        | المكتب الإسلامي         | بيروت       | -                                      |
| 12             |             | القرآن والملحدون | 1973        | المكتب الإسلامي         | دمشق        | -                                      |
| 13             |             | الجهاد في سبيل الله في القرآن والحديث | 1975        | دار اليقظة العربية      | دمشق        | -                                      |
| 14             |             | اليهود في القرآن الكريم: سيرتهم وأخلاقهم وأحوالهم قبل البعثة، وجنسية اليهود في الحجاز في زمن النبي صلى الله عليه وسلم، وأحوالهم وأخلاقهم ومواقفهم من الدعوة الإسلامية ومصيرهم | 1980        | المكتب الإسلامي         | بيروت       | -                                      |
| 15             |             | القواعد القرآنية والنبوية في تنظيم الصلات بين المسلمين وغير المسلمين | 1982        | دار الجيل               | دمشق        | -                                      |

## تاريخية
| الرقم التسلسلي | صورة الغلاف | اسم الكتاب                                                                                           | تاريخ النشر | دار النشر                | مكان النشر  | ملاحظات |
| -------------- | ----------- | --- | ----------- | ------------------------ | ----------- | ------- |
| 1              |             | مختصر تاريخ العرب والإسلام                                                                           | 1925        | المطبعة السلفية          | -           | -       |
| 2              |             | دروس التاريخ المتوسط والحديث: لتلاميذ المدارس الابتدائية مرتب بأسلوب فني حديث ومزين بالرسوم والخرائط | 1930        | المطبعة السلفية ومكتبتها | -           | -       |
| 3              |             | دروس التاريخ القديم                                                                                  | 1931        | المطبعة السلفية ومكتبتها | القاهرة     | -       |
| 4              |             | دروس التاريخ العربي من أقدم الأزمنة إلى الآن                                                         | 1938        | مطبعة الترقي             | -           | -       |
| 5              |             | تاريخ الجنس العربي في مختلف الأطوار والأدوار والأقطار (8 أجزاء)                                      | 1956        | المكتبة العصرية          | صيدا، لبنان | -       |
| 6              | (3)         | العرب والعروبة في حقبة التغلب التركي من القرن الثالث حتى القرن الرابع عشر الهجري (3 أجزاء)           | 1960        | دار اليقظة العربية       | دمشق        | -       |
| 7              |             | عروبة مصر في القديم والحديث: أو قبل الإسلام وبعده                                                    | 1963        | المكتبة العصرية          | بيروت       | -       |
| 8              |             | تاريخ العرب في الإسلام: تحت راية الخلفاء الأمويين                                                    | 1963        | المكتبة العصرية          | بيروت       | -       |
| 9              |             | تاريخ العرب في الإسلام: تحت راية الخلفاء الراشدين                                                    | 1980        | المكتبة العصرية          | -           | -       |

## قومية
| الرقم التسلسلي | صورة الغلاف | اسم الكتاب | تاريخ النشر | دار النشر                  | مكان النشر         | ملاحظات                                 |
| -------------- | ----------- | --- | ----------- | -------------------------- | ------------------ | --------------------------------------- |
| 1              | (4)         | مشاكل العالم العربي: الاجتماعية والاقتصادية والسياسية                                                                                              | -           | دار اليقظة العربية         | دمشق               | نُشَر في عقد الخمسينيات من القرن العشرين. |
| 2              |             | نشأة الحركة العربية الحديثة: انبعاثها وظاهرها وسيرها في زمن الدولة العثمانية إلى أوائل الحرب العالمية الأولى                                       | 1950        | المكتبة العصرية            | صيدا، لبنان: بيروت | -                                       |
| 3              |             | حول الحركة العربية الحديثة: تاريخ ومذكرات وتعليقات (6 أجزاء)                                                                                       | 1950        | المكتبة العصرية            | بيروت              | -                                       |
| 4              |             | الوحدة العربية: مباحث في معالم الوطن العربي الكبير ومقومات وحدته والعقبات التي تقف في طريقها ومعالجاتها والمراحل التي يجب أن يسار فيها إلى تحقيقها | 1955        | المكتب التجاري             | بيروت              | -                                       |
| 5              |             | مختارات قومية | 1988        | مركز دراسات الوحدة العربية | بيروت              | نُشِرت بعد وفاته                          |
| 6              |             | مذكرات محمد عزة دروزة: سجل حافل بمسيرة الحركة العربية والقضية الفلسطينية خلال قرن من الزمن                                                         | 1993        | دار الغرب الإسلامي         | بيروت              | نُشِرت بعد وفاته                          |

## الهوية الفلسطينية
| الرقم التسلسلي | صورة الغلاف | اسم الكتاب                                                                      | تاريخ النشر | دار النشر                          | مكان النشر | ملاحظات |
| -------------- | ----------- | ------------------------------------------------------------------------------- | ----------- | ---------------------------------- | ---------- | ------- |
| 1              |             | كتاب مفتوح إلى اللجنة المالية الانكليزية                                        | 1931        | دار الأيتام الإسلامية              | -          |         |
| 2              |             | القضية الفلسطينية في مختلف مراحلها: تاريخ وتذكرات وتعليقات (جزآن)               | 1959        | المكتبة العصرية                    | بيروت      | -       |
| 3              |             | مأساة فلسطين: عرض موجز لقضية فلسطين وتاريخها وتطورها وحاضر فلسطين ومستقبلها     | 1959        | دار اليقظة العريية                 | دمشق       | -       |
| 4              |             | فلسطين وجهاد الفلسطينيين في معركة الحياة والموت ضد بريطانيا والصهيونية العالمية | 1959        | الهيئة العربية العليا لفلسطين      | القاهرة    | -       |
| 5              |             | صفحات مهملة ومغلوطة من سيرة القضية الفلسطينية وصلتها بالحركة القومية العربية    | 1970        | المكتبة العصرية                    | بيروت      | -       |
| 6              |             | في سبيل قضية فلسطين والوحدة العربية، ومن وحي النكبة ولأجل معالجتها              | 1972        | المكتبة العصرية                    | بيروت      | -       |
| 7              |             | عبرة من تاريخ فلسطين                                                            | 1978        | المكتبة العصرية                    | بيروت      | -       |
| 8              |             | العدوان الإسرائيلي القديم والعدوان الصهيوني الحديث على فلسطين وما جاورها (جزآن) | 1979        | دار الكلمة للنشر                   | بيروت      | -       |
| 9              | (5)         | مئة عام فلسطينية: مذكرات وتسجيلات                                               | 1984        | الجمعية الفلسطينية للتاريخ والآثار | دمشق       | -       |

## ترجمات
| الرقم التسلسلي | صورة الغلاف | اسم الكتاب                                  | تاريخ النشر | دار النشر    | مكان النشر | ملاحظات                                        |
| -------------- | ----------- | ------------------------------------------- | ----------- | ------------ | ---------- | ---------------------------------------------- |
| 1              |             | القسم النظري من كتاب دروس في فن التربية     | 1928        | -            | -          | نقله عن الفرنسية بشيء من التصرف محمد عزة دروزة |
| 2              |             | بواعث الحرب العالمية الأولى في الشرق الأدنى | 1946        | مكتبة الكشاف | بيروت      | -                                              |

## منوعات
| الرقم التسلسلي | صورة الغلاف | اسم الكتاب | تاريخ النشر | دار النشر               | مكان النشر | ملاحظات |
| -------------- | ----------- | --- | ----------- | ----------------------- | ---------- | ------- |
| 1              | (6)         | تركيا الحديثة: فصول في الحركة النضالية الإستقلالية والخطوات الإنقلابية والإصلاحية والشؤون السياسية والإجتماعية والحركات العلمية والإقتصادية والإدارية | 1944        | مكتبة الكشاف ومطبعتها   | بيروت      | -       |
| 2              |             | تاريخ بني إسرائيل من أسفارهم | 1958        | مكتبة نهضة مصر ومطبعتها | القاهرة    | -       |
| 3              |             | الجذور القديمة لأحداث بني إسرائيل واليهود وسلوكهم وأخلاقهم: واستطراد إلى الموقف الراهن بين العرب واليهود والواجب المحتم على العرب أزاءه               | 1967        | مكتبة أطلس              | دمشق       | -       |
| 4              |             | رواية وفود النعمان على كسرى أنو شروان | 1970        | -                       | -          | -       |

## مقالات ودراسات وخُطَب
| الرقم التسلسلي | العنوان | النوع | تاريخ النشر         | الناشر                | مكان النشر     |
| -------------- | --- | ----- | ------------------- | --------------------- | -------------- |
| 1              | خطاب الأستاذ محمد عزة دروزة في الحفلة التكريمية الكبرى التي أقامتها اللجنة التنفيذية للمؤتمر الأردني لتكريم صاحب الجلالة الهاشمية الملك حسين المعظم | خطاب  | 17 كانون الأوّل 1930 | جريدة الجامعة العربية | القدس - فلسطين |
| 2              | خطاب الاستاذ محمد عزة دروزة في الاجتماع الكبير الذي اقيم بنابلس احتفالاً بذكرى استقلال سوريا                                                         | خطاب  | 11 آذار 1931        | جريدة الجامعة العربية | القدس - فلسطين |
| 3              | هذا عرض لمرض فتك تنبغي ازالته لمناسبة «اضراب السيارات»                                                                                              | مقالة | 5 تمّوز 1931         | جريدة الجامعة العربية | القدس - فلسطين |
| 4              | خطاب الاستاذ محمد عزة دروزة في حفلة تأبين شاعر العرب الاكبر المغفور له أبو المكارم الشيخ عبد المحسن الكاظمي                                         | خطاب  | 19 حزيران 1935      | جريدة الجامعة العربية | القدس - فلسطين |
| 5              | خطاب الاستاذ محمد عزة دروزة في حفلة تأبين فقيد الاسلام العظيم المغفور له محمد رشيد رضا صاحب النار                                                   | خطاب  | 7 تشرين الثاني 1935 | جريدة الجامعة العربية | القدس - فلسطين |
| 6              | تخرصات سخفاء المبشرين | مقالة | 1969                | مجلة حضارة الاسلام    | دمشق           |
| 7              | الأشهر الحرم قبل وبعد الإسلام | دراسة | -                   | مجلة الوعي الإسلامي   | الكويت         |

## الهوامش
- 1. غلاف كتاب التفسير الحديث 2000.[55]

- 2. غلاف كتاب القرآن والمبشرون الطبعة الثالثة 1979.[56]

- 3. غلاف كتاب العرب والعروبة في حقبة التقلب التركي من القرن الثالث إلى القرن الرابع عشر الهجري 1981.[57]

- 4. غلاف كتاب مشاكل العالم العربي الاجتماعية والاقتصادية والسياسية 1952.[58]

- 5.  غلاف كتاب مئة عام فلسطينية: مذكرات وتسجيلات الجزء الثاني 2014.[59]

- 6.  غلاف كتاب تركيا الحديثة 1946.[60]